# 7人制ラグビー男子ルーマニア代表
7人制ラグビー男子ルーマニア代表（英語: Romania national rugby sevens team）は、国際大会に派遣される7人制ラグビーの男子ルーマニア代表チームである。ニックネームは「ステジャリ－（Stejarii）」。

## 歴史
1993年、第1回のラグビーワールドカップセブンズで初出場。
その後2018年、ラグビーヨーロッパセブンズトロフィー優勝。

## 成績

### 夏季オリンピック
| 年   | ラウンド  | 順位     | 試       | 勝       | 負       | 分       |
| ---- | --------- | -------- | -------- | -------- | -------- | -------- |
| 2016 | 出場なし  | 出場なし | 出場なし | 出場なし | 出場なし | 出場なし |
| 2021 | 出場なし  | 出場なし | 出場なし | 出場なし | 出場なし | 出場なし |
| 計   | 優勝 0 回 | 0/2      | 0        | 0        | 0        | 0        |

### ワールドカップ
| 年   | ラウンド             | 順位     | 試       | 勝       | 負       | 分       |
| ---- | -------------------- | -------- | -------- | -------- | -------- | -------- |
| 1993 | グループステージ敗退 | 17       | 5        | 1        | 4        | 0        |
| 1997 | プレート準々決勝敗退 | 13       | 5        | 1        | 4        | 0        |
| 2001 | 出場なし             | 出場なし | 出場なし | 出場なし | 出場なし | 出場なし |
| 2005 | 出場なし             | 出場なし | 出場なし | 出場なし | 出場なし | 出場なし |
| 2009 | 出場なし             | 出場なし | 出場なし | 出場なし | 出場なし | 出場なし |
| 2013 | 出場なし             | 出場なし | 出場なし | 出場なし | 出場なし | 出場なし |
| 2018 | 出場なし             | 出場なし | 出場なし | 出場なし | 出場なし | 出場なし |
| 計   | 優勝 0回             | 2/7      | 10       | 2        | 8        | 0        |